# Желленонкур
Желленонку́р (фр. Gellenoncourt) — коммуна во французском департаменте Мёрт и Мозель, региона Лотарингия. Относится к кантону Томблен.

## География
Желленонкур расположен в 10 км к востоку от Нанси. Соседние коммуны: Курбессо на севере, Друвиль на юго-востоке, Арокур на юго-западе, Бюиссонкур на западе.

## История
В середине XVII века в результате Тридцатилетней войны деревня оказалаась полностью опустошённой.

## Демография
Население коммуны на 2010 год составляло 67 человек.
| 1962 | 1968 | 1975 | 1982 | 1990 | 1999 | 2010 |
| ---- | ---- | ---- | ---- | ---- | ---- | ---- |
| 35   | 41   | 30   | 34   | 36   | 35   | 67   |